# Llucmajor
Llucmajor è un comune spagnolo di 36 078 abitanti situato nella comunità autonoma delle Baleari, sull'isola di Maiorca: comprende la spiaggia di S'Arenal.